# 滕孝公
滕孝侯（?—?），姬姓，名郑，為春秋諸侯國滕国君主之一，是滕國第19任君主。滕宣公后有滕孝侯鄭。
《左傳》僖公二十二年（前638年）記載滕子與諸侯討伐鄭國，
張志鵬認為此滕子即滕孝公。